# Ferdinand Khittl
Ferdinand Khittl (Franzensbad, Txecoslovàquia, 20 de gener de 1924 - Múnic 28 de febrer de 1976) va ser un guionista i director de cinema alemany. El 28 de febrer de 1962, en representació del grup DOC 59, va llegir el manifest Oberhausen.

## Biografia
Nascut a territori txec que fou incorporat al Tercer Reich el 1938. Durant la Segona Guerra Mundial va ser capturat pels aliats com a mariner de la Kriegsmarine. Després de l'alliberament, va viure a la República Federal d'Alemanya i va sobreviure realitzant diversos treballs com paleta o forne.
El 1951 li van oferir feina com a representant d'una petita distribuïdora de cinema. Tres anys més tard, va treballar com a director en el documental d'art experimental Die ewige Kunde. També va treballar com a editor de cinema per a Luis Trenker.
Després va realitzar diverses pel·lícules breus i documentals, principalment en nom de la Gesellschaft für bildende Filme.
El 9 d'abril de 1959 va fundar el grup DOC 59 a Múnic amb Haro Senft, Enno Patalas, Hans Posegga i altres, l'objectiu de l'associació era renovar el cinema alemany i promocionar el nou cinema en públic. Això va conduir a l'elaboració del Manifest Oberhausen, que va ser llegit per Khittl el 1962 i es va introduir un canvi radical en el cinema alemany.
El 1962 va publicar el seu primer i únic llargmetratge Die Parallelstraße. Aquí s'hi incorporen enregistraments documentals a la trama, que Khittl havia realitzat juntament amb el seu càmera Ronald Martini en dues gires mundials el 1959 i el 1960 a Àsia, Àfrica i Amèrica del Sud. Tot i que la pel·lícula va rebre molta atenció als festivals de Canes i Sant Sebastià, no va rebre cap mena de reconeixement a Alemanya.
Ferdinand Khittl va morir el 28 de febrer de 1976 a Múnic als 52 anys. El 1982 va ser homenatjat pòstumament a l'atorgament del Premi de Cinema Alemany com a signant del Manifest Oberhausen amb el premi honorífic "pels serveis destacats al cinema alemany".

## Filmografia
- 1954: Die ewige Kunde (curtmetratge) – codirector
- 1954: Kavaliere im Eis (curtmetratge) – editor
- 1955: Benehmen ist Glückssache – editor
- 1956: Auf geht’s (curtmetratge) – director
- 1957: Ungarn in Flammen – director
- 1958: Großmarkthalle (curtmetratge) – director
- 1959: Eine Stadt feiert Geburtstag (curtmetratge) – director i guionista
- 1960: Das magische Band (curtmetratge) – director i guionista
- 1962: Die Parallelstraße – director

## Premis
Deutscher Filmpreis
- 1956: Cinta de cinema en plata en la categoria "Millor curtmetratge en color" (Auf geht's)
- 1959: Cinta de cinema de plata en la categoria de "Millor Curtmetratge" (Eine Stadt feiert Geburtstag)
- 1960: Cinta de cinema de plata en la categoria de "Millor Curtmetratge Cultural" (Das magische Band)
- 1982: Premi honorari per als signants del manifest Oberhausen (pòstumament)